# Evangelische Forschungsakademie
Die Evangelische Forschungsakademie (EFA) ist eine Einrichtung der Union Evangelischer Kirchen.
Sie ist eine Arbeitsgemeinschaft von Wissenschaftlern und Künstlern und stellt sich den Fragen, die sich aus dem Zusammenhang von wissenschaftlicher Arbeit in Forschung und Lehre und dem christlichen Lebensverständnis ergeben.

## Geschichte
Im Oktober 1948 wurde in Ilsenburg (Harz) die Evangelische Forschungsakademie gegründet. Ziel war, in Deutschland nach dem Ende der nationalsozialistischen Herrschaft eine Neubesinnung für das menschliche Leben und damit auch für die wissenschaftliche Arbeit zu fördern. Oskar Söhngen, der Begründer und erste Leiter (1948–1961), zitierte bei der Eröffnung der ersten Ilsenburger Tagung aus einer Denkschrift der Evangelischen Akademie Bad Boll u. a.: „Es genügt nicht, den modernen Menschen das Fundament eines persönlichen Glaubenslebens zu vermitteln. Eine evangelische Akademie muss aufzeigen, wie die einzelnen Gebiete des weltlichen Lebens und Denkens sachgemäß auf diesem Fundament gegründet werden können.“
Seit Januar 1949 stehen dem Direktor ein Kuratorium sowie ein wissenschaftlicher Sekretär zur Seite. Erster wissenschaftlicher Sekretär war der Theologe und Kunsthistoriker Dr. phil. Albrecht Volkmann. Seit 1949 finden regelmäßig Jahrestagungen statt: Januartagungen seit 2009 im Zentrum am Hauptbahnhof der Berliner Stadtmission und Pfingsttagungen seit 2001 mit wenigen Ausnahmen im Evangelischen Zentrum Kloster Drübeck.
Als Direktoren der Evangelischen Forschungsakademie wirkten: Oskar Söhngen (1948–1961), Franz-Reinhold Hildebrandt (1961–1972), Joachim Rogge (1972–2000), Rüdiger Lux (2001–2007) und Andreas Lindemann (2007–2018). Seit 2019 amtiert Alfred Krabbe als Direktor.
Wissenschaftlicher Sekretär von 2007 bis 2023 war Christian Ammer. Seit dem Jahr 2023 ist Martin Evang wissenschaftlicher Sekretär.

## Aufgaben
Mit ihrer Gründung setzte sich die Forschungsakademie zum Ziel, Wissenschaftler verschiedener Fachrichtungen zusammenzuführen, um die jeweils neuesten Erkenntnisse und Entwicklungen in Wissenschaft und Gesellschaft zu diskutieren. In den Jahrzehnten der Teilung Deutschlands hat die Akademie Wissenschaftler aus Ost und West ins Gespräch gebracht, um über die Grenzen hinweg einen Austausch unterschiedlicher Positionen von Welt- und Glaubensanschauungen zu ermöglichen. Seit der deutschen Einheit im Jahre 1990 stellt sie sich den neuen globalen Herausforderungen im Prozess einer fortschreitenden Säkularisierung. Im Vordergrund steht die Suche nach Zielen
und Strategien zur Gestaltung von Lehre, Bildung und Forschung in christlich-ethischer Verantwortung.

## Aufbau
Aufbau und Arbeitsweise der EFA sind in der "Ordnung der Evangelischen Forschungsakademie" vom 1. April 2009, zuletzt geändert am 10. September 2020, geregelt. Mitglieder können Wissenschaftlerinnen und Wissenschaftler werden, die selbständige Forschung betreiben, sowie Personen, die sich um die Akademie besonders verdient gemacht haben. Die Forschungsakademie wird von einem Kuratorium geleitet, dem ein Direktor vorsteht. Die Geschäfte der Akademie werden vom Sekretär in Abstimmung mit dem Direktor geführt.

## Tagungen
Zweimal im Jahr (Januar und Pfingsten) finden nicht-öffentliche Tagungen statt, zu denen die Mitglieder und Gäste eingeladen werden. Die Tagungen im Januar sind einem speziellen Thema gewidmet, das interdisziplinär behandelt wird. Auf der Pfingsttagung stellen die Akademiemitglieder ihre Forschungsergebnisse zur Diskussion.
Themen ausgewählter Januartagungen
- 1954: Der Wirklichkeitsbegriff
- 1956: Theorie des objektiven Geistes
- 1964: Das Problem der Sprache
- 1968/1969/1970: Ethik
- 1974: Wandel der Gottesvorstellung
- 1976: Verantwortung der Wissenschaft heute
- 1982: Komplementarität und Wirklichkeit
- 1995: Grundfragen zu Tod und Leben des Menschen
- 1999: Die Zukunft der Menschheit im Horizont verantwortlichen Handelns
- 2002: Mensch und Bild
- 2004: Heimat und Fremde – Herausforderungen im Zeitalter von Migration und Globalisierung
- 2007: Bioethik – Menschliche Identität in Grenzbereichen
- 2009: Die Würde des Menschen
- 2010: Widerfahrnis und Erkenntnis
- 2012: Hirnforschung und Menschenbild
- 2015: Rechtliche Verantwortlichkeit im Konflikt
- 2016: Kultur und Identität
- 2017: Impulsgeber der Moderne? – Kontexte und Wirkungen der Reformation
- 2018: Das menschliche Maß – Gesellschaftlicher Wandel zwischen Selbstoptimierung und Selbstbescheidung
- 2019: Ausbreitung und Abgrenzung – Dynamische Prozesse in Natur und Gesellschaft
- 2020: Macht und Autorität
- 2021: Künstliche Intelligenz
- 2022: Klimawandel und Gesellschaft
- 2023: Vom Ort des Menschen
- 2024: Erkenntnis und Glaube – Von der Realität der Transzendenz
- 2025: Hermeneutik oder: Was heißt "Verstehen"?